# Adam Bałdych

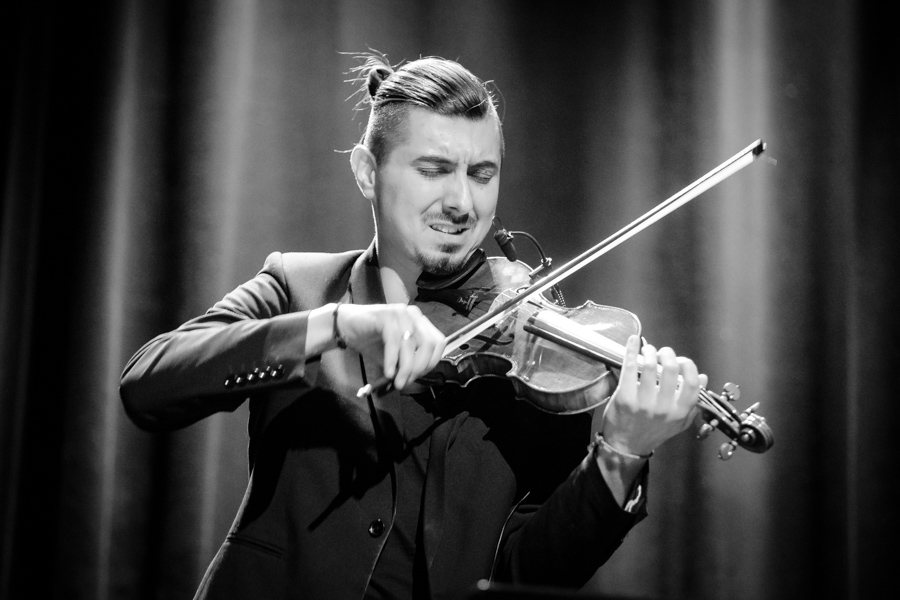
Adam Bałdych (2018)

Adam Bałdych (* 18. Mai 1986 in Gorzów Wielkopolski) ist ein polnischer Jazzgeiger. Ulrich Olshausen zufolge ist er „zweifellos der größte lebende Geigentechniker des Jazz. Von ihm kann man alles erwarten.“

## Leben und Wirken
Bałdych besuchte ab dem neunten Lebensjahr eine Musikschule und galt bald als Wunderkind auf der Violine. Mit dreizehn Jahren entschied er sich für den Jazz. Mit 16 Jahren begann er eine internationale Karriere und spielte bald in Europa und Asien. Nachdem er sein Jazzstudium an der Musikakademie Kattowitz mit Auszeichnung abgeschlossen hatte, erhielt er ein Stipendium für das Berklee College of Music in Boston.
Er leitet seine eigene Band Damage Control und ist für Theater- und Filmproduktionen tätig. So erarbeitete er mit Leszek Możdżer den Soundtrack für den Film Sir Arnes Schatz von Mauritz Stiller. Er spielte auf zahlreichen Festivals wie den Leipziger Jazztagen, dem JazzFest Berlin, dem London Jazz Festival sowie dem Montreux Jazz Festival und trat auch mit der NDR Bigband auf. Neben seinen Geigerkollegen Didier Lockwood, Jerry Goodman, Krzesimir Dębski, Mark Feldman, Mateusz Smoczyński, Maciej Strzelczyk, Pierre Blanchard und Christian Howes nahm er 2009 an dem vom Gitarristen Jarosław Śmietana geleiteten „Tribute to Zbigniew Seifert“ teil. Ferner ist er an Alben von Piotr Żaczek, Iiro Rantala (My History of Jazz, Anyone with a Heart), Mika Urbaniak, Anna Szarmach, Paweł Hendrich, Svante Söderqvist, Silje Nergaard, Nils Landgren und Elena Mîndru beteiligt.

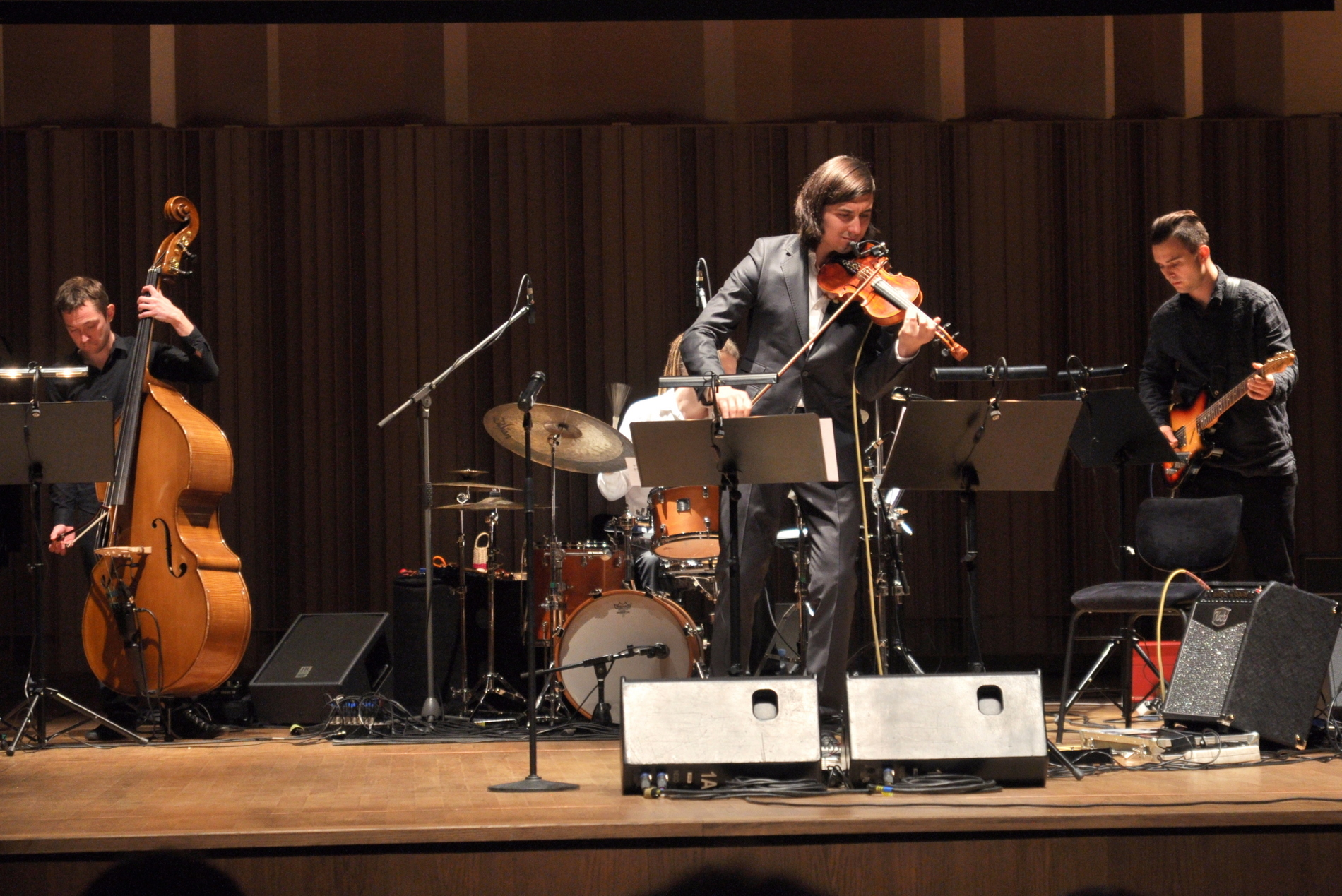
Adam Bałdych und Band (2013)

Sein Album Imaginary Room wurde mit der skandinavischen All-Star-Band „The Baltic Gang“ Anfang März 2012 in Berliner Hansa-Studio aufgenommen und von Siggi Loch und Nils Landgren produziert. Sein zweites Album für ACT, The New Tradition, hat er als Duo mit Pianist Yaron Herman 2014 veröffentlicht. Auch ist er auf dem Album Jazz at Berlin Philharmonic IV - Accordion Night (im Duo mit Stian Carstensen) zu hören. Mit Asja Valčić gehört er seit 2014 zu Iiro Rantalas String Trio.  2015 erschien sein erstes Album mit Helge Lien und dessen Trio, dem 2017 ein weiteres folgte. Auch tourte er im Trio mit Vincent Courtois und Rogier Telderman.
Bałdych ist mit der Sängerin Kari Sál verheiratet, mit der er auch auftritt; gemeinsam organisierten sie während der COVID-19-Pandemie in Polen die Kampagne #gramywdomu mit Live-Streamkonzerten, um die Situation der Künstler zu verbessern.

## Preise und Auszeichnungen
Seit 2001 wurde Bałdych jährlich mit dem Key for Career Award der polnischen Fachzeitschrift „Jazz Forum“ ausgezeichnet. 2002 gewann er den ersten Preis beim Wettbewerb Jazz Celebration in Gorzów; 2006 erhielt er den Grand Prix beim Festival Jazz nad Odrą. Für sein Album Imaginary Room wurde ihm 2013 ein ECHO Jazz als internationaler Instrumentalist des Jahres verliehen; 2015 folgte für dasselbe Album der renommierte polnische Grand Prix Jazz Melomani. Die Leser des polnischen Jazzforum haben 2014 Bałdych zum „Geiger des Jahres“ gewählt. Auch war er zweimal für einen Fryderyk nominiert. 2016 erhielt er für sein Duoalbum The New Tradition den Musikpreis Grand Prix Jazz Melomani als „Album des Jahres“. Das Album Passacaglia, das er mit Leszek Możdżer veröffentlichte, erhielt den Vierteljahrespreis der deutschen Schallplattenkritik.
2016 wurde Bałdych vom Präsidenten der Republik Polen das Goldene Verdienstkreuz in Anerkennung besonderer Leistungen für sein Heimatland ausgezeichnet; zudem verlieh ihm der polnische Kulturminister den Verdienstorden für polnische Kultur.

## Diskographische Hinweise
- Damage Control (2009, mit Paweł Tomaszewski, Piotr Żaczek, Cezary Konrad)
- Magical Theatre (Fonografika/Ellite Record 2011, mit Josh Lawrence, Paweł Tomaszewski, Andrzej Gondek, Piotr Żaczek, Jakub Cywiński, Michał Bryndal)
- Imaginary Room (ACT 2012, mit Verneri Pohjola, Marius Neset, Jacob Karlzon, Lars Danielsson, Morten Lund)
- Adam Bałdych & Yaron Herman The New Tradition (ACT, 2013)
- Adam Bałdych & Helge Lien Trio Bridges (ACT, 2015, mit Frode Berg, Per Oddvar Johansen)
- Bauer, Bałdych, Duchnowski, Konrad Trans-Fuzja  (For Tune 2016)
- Adam Bałdych Quartet Sacrum Profanum (ACT, 2019, mit Krzysztof Dys, Michał Barański, Dawid Fortuna)
- Clouds (ACT, 2020, mit Vincent Courtois, Roger Telderman)
- Adam Baldych Quintet Poetry (ACT, 2021, mit Paolo Fresu, Marek Konarski, Krzysztof Dys, Michał Barański, Dawid Fortuna)
- Adam Bałdych & Leszek Możdżer Passacaglia (ACT, 2024)[3]
- Portraits (ACT, 2025)[4]